# Hannoverský barvář
Hannoverský barvář (německy: Hannoverscher Schweißhund, anglicky: Hanover Hound) je německé psí plemeno, pojmenované po městě v Dolním Sasku zvaném Hannover. Mimo Evropu se jedná o plemeno neznámé, avšak v Česku potkáme jak hannoverského barváře, tak jeho dvojníka: barváře Bavorského.

## Historie

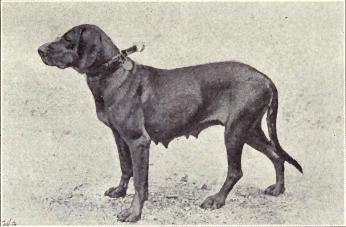
Hannoverský barvář v roce 1915

Hannoverský barvář byl vyšlechtěn ve městě Hannover v roce 1820 jako lovecký pes vhodný i do těžko přístupného terénu. Jeho specializací je sledování krvavé stopy postřeleného zvířete, které musí rychle dohonit a udávit. Právě díky tomuto typu využití získal tento typ psů své označení barvář. Slovo barva totiž v "mysliveckém slovníku" značí krev. Dokáže ale sledovat i několik dní starou stopu. Jeho předky byli keltští barváři a jiná barvářská plemena těžkého rázu. V minulosti bychom barváře našli spíše pod označeními vodiči nebo štvaniči.

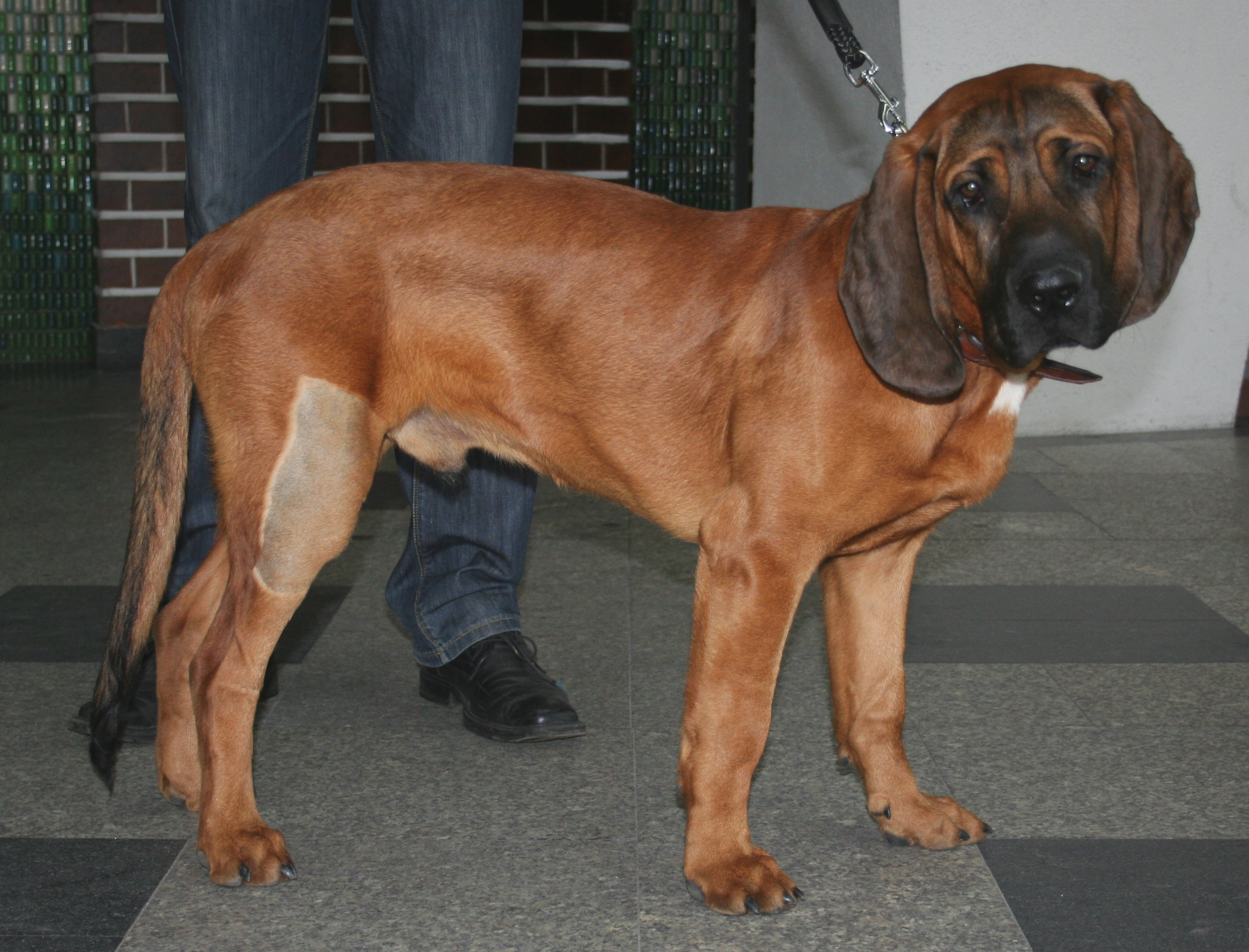
Jedinec na výstavě v Katowicích

V Česku tyto psy společně s Bavorskými barváři potkáme poměrně často, především jako lovecké psy. Není běžné, aby se barváři využívali jako společníci, hlavně proto, že obyčejný pohyb je nezaměstná na dostatečně dlouhou dobu a pokud ho mají málo, může to vést až k agresivitě či nezvladatelnosti psa.

## Charakteristika

### Vzhled
Hannoverský barvář je středně velký, vyvážený a silný pes. Dobře stavěné, silně osvalené hrudní i pánevní končetiny má uzpůsobeny k vytrvalé práci. Srst, která pokrývá celé tělo, je krátká, přiléhavá, hustá a na dotek tvrdá. Typické zbarvení je tmavě hnědá hlava s hnědým zbytkem těla, našli bychom ale i celohnědé jedince nebo zbarvení zvané jelení červeň. Kohoutková výška psů je 50 až 55 cm, feny jsou menší, 48-53 cm. Velké jsou i hmotností rozdíly: zatím co psi mají až 40 kg, u fen by neměla váha přesáhnout 35 kg.

### Povaha
Povahově je hannoverský barvář aktivní, energický, bystrý a inteligentní. Je vytrvalý a stavěný i na dlouhé běhy. Vůči svému majiteli je loajální a změnu či odloučení těžce nese. Obecně platí, že si pes vybere jednoho člověka z rodiny, kterého úplně poslouchá. K dětem je milý, nechá si od nich leccos líbit. Ke známým lidem je milý a přátelský, cizí ignoruje. Je to dobrý hlídač, který umí hlasitě upozornit a v případě nutnosti i zadržet zloděje. Je cílevědomý, ale ne tvrdohlavý. S jinými psy dokáže spolupracovat, jinak ale jsou šarvátky o post vůdce smečky na běžném denním pořádku. S jinými zvířaty nemá dobrý vztah a většinou platí, že má sklony je pronásledovat a následně rdousit.